# Busebeller
Der Busebeller (auch: Busabella oder Busebella, Busemann) ist eine ostfriesische Sagengestalt und Kinderschreckfigur. Sie diente dazu, Kindern etwas beizubringen oder von gefährlichen Orten wie etwa tiefen Gewässern fernzuhalten. Eltern drohten ihrem Nachwuchs, dass der Busebeller sie „holen“ oder schlagen würde, wenn sie nicht brav wären oder sich an verbotene Plätze begäben. Daneben wurde oft mit einem Busebeller gedroht, der die Kinder „auffrisst“.
Busebeller ist neben seiner Funktion als Kinderschreck auch eine lokale Bezeichnung für den Teufel und (davon abgeleitet) für ein Unkraut.

## Das Aussehen des Busebeller

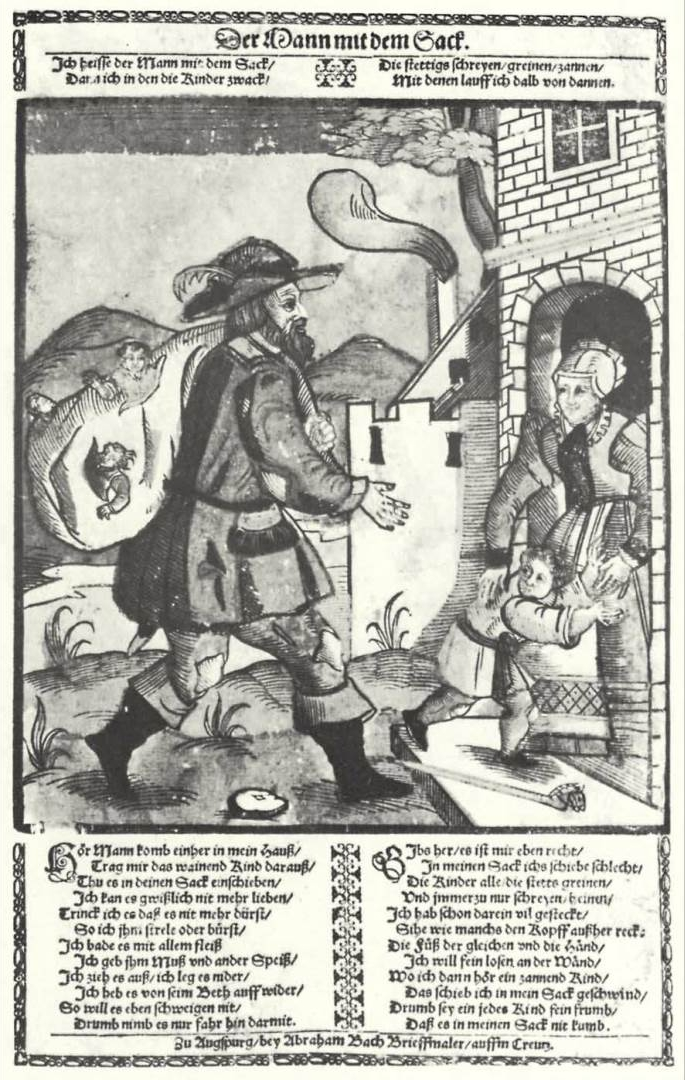
Die Figur des Kinderschrecks war unter verschiedenen Namen weit verbreitet. Hier eine Darstellung von Abraham Bach (Der Mann mit dem Sack) auf einem Flugblatt aus der 2. Hälfte des 17. Jahrhunderts.

Der Busebeller wird häufig als große, dunkle Gestalt beschrieben. Er führt einen Haken mit sich, mit dem er unartige Kinder zu sich zieht und einen Sack, in dem er sie dann mitnimmt. Alternativ trägt der Busebeller eine Rute bei sich, mit der er die Kinder schlägt.
Cirk Heinrich Stürenburg beschreibt den Busebeller in seinem Ostfriesisches Wörterbuch von 1856 als spukhaftes Phantom, ein gespenstisch verkleidetes Subjekt, Popanz, ein Mensch zum Bangemachen.
Auf die Gestalt des Busebeller/Busemann geht auch die ostfriesische Bezeichnung Bussmanns oder Busemanns Förke (d. h. Busemanns Forke) für das Unkraut Dreiteiliger Zweizahn zurück. Bei dieser Frucht sorgt, so der Volksglaube, der Busemann dafür, dass sich dessen mit zwei Grannen versehene Frucht in Gestalt einer zweizinkigen Förke oder Gabel überall selbst aussäen kann.

## Namensherkunft
Der Name ist möglicherweise eine Zusammensetzung des Namens Butz (vgl. Butzemann) sowie Beller (= bellen, lärmen).
Jan ten Doornkaat Koolman hält es dagegen auch für möglich, dass der Namensbestandteil Buse identisch mit dem im nordfriesischen Bussemann verwendeten Namensbestandteil Busse- ist. Von diesem Wort nimmt Nicolaus Outzen an, dass es auf die Wikingerzeit zurückgeht und auf den Schiffstyp Busse (Búza) zurückgeht. Dies war ursprünglich ein Kriegsschiff, mit dem die Wikinger an den Küsten ihr Unwesen trieben und Menschen- und Kinderraub betrieben. Die Männer, die dieses Schiff ruderten, nannte man Bussemänner, so dass der Ruf „Der Bussemann kommt!“ die Bewohner der Küsten in Angst und Schrecken versetzte, vor allem aber zur Sorge um Hab und Gut sowie die Angehörigen führte. Bei ihren Raubzügen machten die Wikinger allerhand Lärm. Dies findet auch in dem Verb bussen seinen Ausdruck, das brausen, sausen, stürmen bedeutet und möglicherweise ebenfalls auf die Wikingerzeit zurückgeht. Schließlich sei die Bezeichnung Busebeller von den Schiffsbesatzungen auf einen Wasserkobold übergegangen, der im Wasser sein Unwesen treibt. Etymologisch nahe verwandt sind die Sagengestalten des friesländischen Puk, des englischen Puk, des schwedischen Pocker (= Teufel), des norwegischen Puk beziehungsweise Draugr (ein bösartiger Wassergeist) sowie des isländischen Púki bzw. Púkinn (= „kleiner Teufel“).